# Ibrahim Kanaan
Ibrahim Jussef Kanaan (ur. w 1962 r.) – libański polityk, maronita, z wykształcenia prawnik. W 2005 oraz ponownie w 2009 został wybrany deputowanym Zgromadzenia Narodowego z ramienia Wolnego Ruchu Patriotycznego, reprezentując okręg Matin. Jest sekretarzem generalnym Bloku Zmian i Reform – największej, chrześcijańskiej grupy w libańskim parlamencie. W obecnej kadencji przewodniczy również parlamentarnemu komitetowi finansów i budżetu.